# Hayti (Missouri)
Hayti é uma cidade localizada no estado americano de Missouri, no Condado de Pemiscot.

## Demografia
Segundo o censo americano de 2000, a sua população era de 3207 habitantes.
Em 2006, foi estimada uma população de 3031, um decréscimo de 176 (-5.5%).

## Geografia
De acordo com o United States Census Bureau tem uma área de
5,7 km², dos quais 5,7 km² cobertos por terra e 0,0 km² cobertos por água.

## Localidades na vizinhança
O diagrama seguinte representa as localidades num raio de 16 km ao redor de Hayti.